# Hacker-Pschorr
Hacker-Pschorr — німецька пивна торговельна марка, що наразі належить холдингу Brau Holding International AG, спільному підприємству німецької інвестиційної компанії Schörghuber Unternehmensgruppe  та нідерландського пивоварного гіганта Heineken International.
Пиво Hacker-Pschorr виробляється виключно у Мюнхені на виробничих потужностях броварні Paulaner.

## Історія

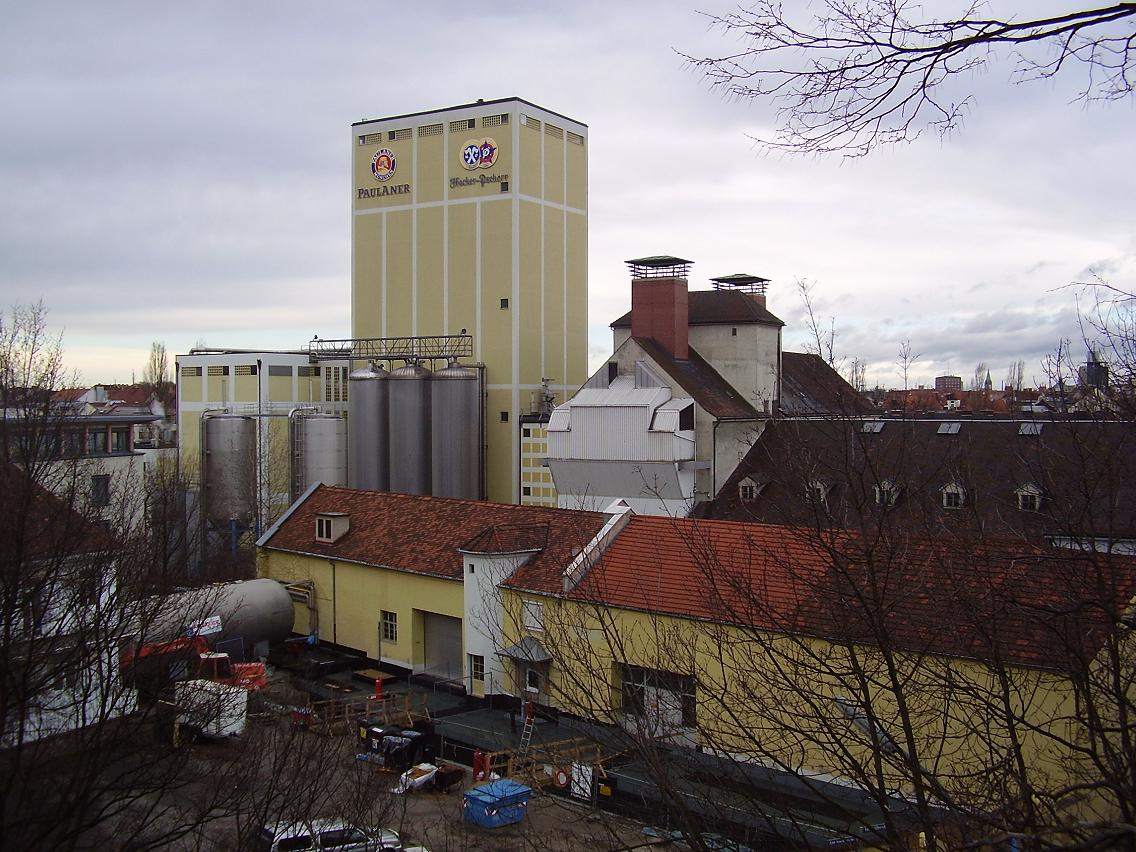
Будівля броварні Paulaner у Мюнхені, сучасного виробника Hacker-Pschorr.

Hacker-Pschorr веде свою історію від 1417 року, в якому у Мюнхені було збудовано броварню Hacker, названу за прізвищем засновника.
1793 року донька тодішнього власника родинної броварні Тереза Гакер одружилася з фермером Йозефом Пшорром, який невдовзі викупив броварню Hacker у тестя. У 1820 році Йозеф придбав ще одну мюнхенську броварню, давши їй назву за своїм прізвищем (Pschorr). По смерті Йозефа Пшорра його пивоварні активи успадкували старші сини — Георг отримав броварню Pschorr, у власність Маттіаса відійшла Hacker.
Георг та його нащадки були успішнішими підприємцями. 1865 року першу партію пива Pschorr було експортовано до США, а вже 1894 року у Нью-Йорку було відкрито постійне торговельне представництво мюнхенської броварні U.S. Branch of Pschorr Bräu
München.
1972 року відбулося об'єднання броварень, що все ще належалали різним гілкам однієї родини, у єдине підприємство Hacker-Pschorr Bräu GmbH. Ще за декілька років на зміну двом окремим торговельним маркам прийшов спільний для обох броварень бренд Hacker-Pschorr. Його логотип став поєданням логотипів Hacker (ліворуч) та Pschorr (праворуч). Згодом цей родинний бізнес придбала група компаній Schörghuber Unternehmensgruppe.
Наразі торговельна марка Hacker-Pschorr є активом управлінської компанії Brau Holding International AG, контрольний пакет акцій якої належить групі Schörghuber Unternehmensgruppe, а решту 49,9% власності контролює нідерландська Heineken International. З 1993 року пивоварні потужності, на яких традиційно вироблялося пиво Hacker-Pschorr були виведені з експлуатації. На сьогодні пиво цієї торговельної марки виробляється іншою мюнхенською броварнею, Paulaner, що також знаходиться у власності Brau Holding International AG.

## Асортимент пива

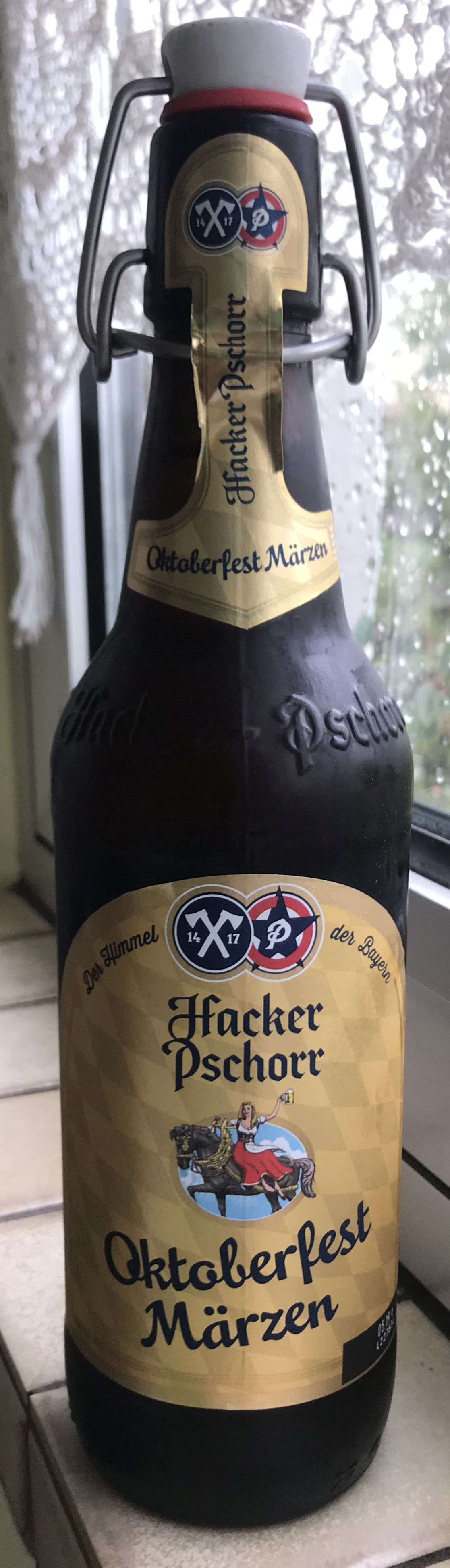
Пляшка пива Hacker-Pschorr Oktoberfest Märzen

- Hacker-Pschorr Hefe Weisse — світле пшеничне нефільтроване пиво з густиною 12,5 % та вмістом алкоголю 5,5 %;
- Hacker-Pschorr Dunkle Weisse — темне пшеничне пиво з густиною 12,4 % та вмістом алкоголю 5,3 %;
- Hacker-Pschorr Leichte Weisse — полегшене світле пшеничне пиво з густиною 7,7 % та вмістом алкоголю 3,4 %;
- Hacker-Pschorr Sternweisse — преміальне світле пшеничне нефільтроване пиво з густиною 12,0 % та вмістом алкоголю 5,5 %;
- Hacker-Pschorr Münchner Hell — традиційне світле пиво з густиною 11,5 % та вмістом алкоголю 5,0 %;
- Hacker-Pschorr Münchener Gold — преміальне світле пиво з густиною 12,5 % та вмістом алкоголю 5,5 %;
- Hacker-Pschorr Braumeister Pils — спеціальне світле пиво з густиною 11,5 % та вмістом алкоголю 5,0 %;
- Hacker-Pschorr Superior — спеціальне світле пиво з густиною 13,7 % та вмістом алкоголю 6,0 %;
- Hacker-Pschorr Münchner Dunkel — темне пиво з густиною 12,5 % та вмістом алкоголю 5,0 %;
- Hacker-Pschorr Animator — міцне темне пиво, нефільтрований насичений доппельбок, з густиною 19,3 % та вмістом алкоголю 8,1 %;
- Hacker-Pschorr Münchner Kellerbier — світле нефільтроване пиво з густиною 12,5 % та вмістом алкоголю 5,5 %;
- Hacker-Pschorr Oktoberfest Märzen — традиційне сезонне світле пиво з густиною 13,7 % та вмістом алкоголю 5,8 %, початково варилося виключно до проведення Октоберфесту;
- Hacker-Pschorr Münchner Radler — радлер на основі світлого пива та лимонаду з густиною 9,5 % та вмістом алкоголю 2,5 %;